# ميخائيل دونوهو
ميخائيل دونوهو هو سياسي أمريكي، ولد في 22 فبراير 1864 في مقاطعة كافان في جمهورية أيرلندا، وتوفي في 17 يناير 1958 في فيلادلفيا في الولايات المتحدة. نشط حزبياً في الحزب الديمقراطي. وقد انتخب عضو مجلس النواب الأمريكي ‏.